# The Musical Quarterly
The Musical Quarterly és la revista acadèmica sobre música més antiga d'Amèrica. Va ser creada el 1915 per G. Schirmer Inc. i el seu primer editor va serOscar Sonneck, qui la va editar fins a la seva mort el 1928. Sonneck va ser succeït per un nombre d'editors, incloent Carl Engel (1930-1944), Gustave Reese (1944-1945), Paul Henry Lang, qui va editar la revista per més de 25 anys, entre 1945 i 1973, Joan Peyser (1977-1984), Eric Salzman de 1984 a 1991 i molts altres.
Des de 1993 ha estat editat per Leon Botstein, president de la Universitat de Bard i director principal de l'Orquestra Simfònica americana. És publicada per Oxford University Press.